# Ваљак (геометрија)
Ваљак или цилиндар (од грчке речи kýlindros — котрљати, ваљати) је конвексно геометријско тело. Може се дефинисати помоћу једне елипсе и дужи у простору. Уколико се једно теме дате дужи постави у центар дате елипсе, а елипса непрекидно умножава дуж ње, добијено тело ће бити управо ваљак. Притом су радијуси ове елипсе такође радијуси ваљка, дужина дате дужи је дужина изводнице ваљка, а растојање између равни којима припадају две најудаљеније елипсе висина ваљка. Права којој припада дата дуж се назива оса ваљка. Елипса од које је развој тела кренуо се назива база ваљка. Површ која ограничава ваљак, када му се одузму две елипсе са центрима у теменима дате дужи, се зове омотач ваљка.
Уколико је оса ваљка нормална на базу ваљка, тело се зове прави ваљак, код кога су дужине изводнице и висине једнаке. У супротном се ради о косом ваљку, чија је изводница увек дужа од висине. Зависно од тога да ли је база права елипса или круг, ваљак се зове елиптични, односно кружни ваљак.

## Особине ваљка
Као геометријско тело, ваљак има своју површину и запремину.

### Површина ваљка
Површина ваљка се одређује као збир површине омотача ваљка и двострука површина његове базе. Површина омотача се одређује као производ дужина обима базе и изводнице ваљка. Општа формула за површину ваљка гласи:
{\displaystyle P=2P(B)+P(M)\,}
При чему P(B) представља површину базе, а P(M) површину омотача ваљка. Површина омотача је већ описана као:
{\displaystyle P(M)=O(B)\cdot l=2r\pi \cdot l}
При чему треба водити рачуна да код правог ваљка важи и h=l. Код косих ваљака изводница не мора увек бити дата експлицитно. Могуће ју је израчунати помоћу дужине висине (h) и једног угла. Обично је то угао између базе и осе ваљка, или његов комплемент, тј. угао између нормале на базу и осе ваљка. Тако се могу издвојити две формуле:
{\displaystyle h=l\cdot \sin \alpha }, илити {\displaystyle l={\frac {h}{\sin \alpha }}}
{\displaystyle h=l\cdot \cos(\pi /2-\alpha )}, или {\displaystyle l={\frac {h}{\cos(\pi /2-\alpha )}}}

### Запремина ваљка
Запремина ваљка се одређује као производ површине базне елипсе и висине ваљка. Њена општа формула би гласила:
{\displaystyle V=B\cdot h}
Где B представља површину базе, а h висину ваљка. Висина ваљка није увек дата експлицитно, и може се одредити помоћу дужине изводнице и једног угла, као што је то описано у претходном заглављу.

### Изведене формуле
Ознаке су: r за полупречник кружне базе, h за висину ваљка, l за дужину изводнице и α за угао између базе и осе ваљка.
За прави кружни ваљак:
{\displaystyle P=2P(B)+P(M)=2(r^{2}\pi )+2r\pi \cdot h=2r\pi \left(r+h\right)}
{\displaystyle V=P(B)\cdot h=(r^{2}\pi )\cdot h}
За коси кружни ваљак:
{\displaystyle P=2P(B)+P(M)=2(r^{2}\pi )+Oel\cdot l,}
{\displaystyle O_{el}=\pi \cdot \left[3\left(a+b\right)-{\sqrt {\left(3a+b\right)\left(a+3b\right)}}\right]}
Обим елипсе у равни нормалној на осу ваљка, израчунава се помоћу бесконачног реда, са претходно израчунатим полуосама елипсе у зависности од угла нагиба ваљка.
{\displaystyle V=r^{2}\pi \cdot h=r^{2}\pi \cdot l\sin \alpha }

## Пресеци ваљка
Пресек ваљка и равни може бити крива другог реда, правоугаоник, квадрат или ромб, што зависи од тога како је постављена раван у односу на основу и осу ваљка.
Крива другог реда: елипса, ако раван сече ваљак између основа и под углом је у односу на њих, парабола, ако истовремено сече омотач и базу ваљка.

## Примери
Пример 1:
Израчунати запремину правог кружног ваљка ако његова површина износи {\displaystyle P=2\pi m^{2}}, а висина му је три пута већа од полупречника.
Решење:
Ако се однос задат у услову задатка ({\displaystyle h=3\cdot r}) примени у образац за рачунање површине правог ваљка добија се:
{\displaystyle P=2r\pi \cdot (r+h)=2r\pi \cdot (r+3\cdot r)=2r\pi \cdot 4r=8r^{2}\pi }
Ако се полупречник изрази преко познатих величина:
{\displaystyle r^{2}={\frac {P}{8\pi }}={\frac {2\pi m^{2}}{8\pi }}={\frac {1}{4}}m^{2}}
{\displaystyle r={\frac {1}{2}}m}, {\displaystyle h={\frac {3}{2}}m}
Заменом добијених вредности за полупречник и висину у образац за запремину добија се:
{\displaystyle V=r^{2}\pi \cdot h=({\frac {1}{2}}m)^{2}\pi \cdot {\frac {3}{2}}m={\frac {3}{8}}\pi m^{3}}
Пример 2:
Израчунати површину шупљег ваљка чија висина износи {\displaystyle h=10cm}, полупречник спољашњег ваљка износи  {\displaystyle r_{1}=6cm}, а унутрашњег {\displaystyle r_{2}=4cm}.
Решење:
Тражена површина је збир омотача спољашњег и унутрашњег ваљка и разлике површина њихових база (кружни прстен):
{\displaystyle P=M_{1}+M_{2}+B_{1}-B_{2}}
{\displaystyle P=2r_{1}\pi \cdot h+2r_{2}\pi \cdot h+r_{1}^{2}\pi -r_{2}^{2}\pi =\pi \cdot (2\cdot h\cdot (r_{1}+r_{2})+(r_{1}^{2}-r_{2}^{2}))}
Заменом задатих вредности добија се:
{\displaystyle P=\pi \cdot (2\cdot 10\cdot (6+4)cm^{2}+(6^{2}-4^{2})cm^{2})=\pi \cdot (200+(36-16))cm^{2}=220\pi cm^{2}}
Пример 3:
Ако је осни пресек правог ваљка квадрат површине {\displaystyle P_{k}} израчунати површину ваљка.
Решење:
Ако је осни пресек ваљка квадрат, то значи да је висина ваљка (h) једнака његовом пречнику (2r), односно страници квадрата (a):
{\displaystyle h=2r=a}
Површина квадрата изражена преко његове странице (a) је:
{\displaystyle P_{k}=a^{2}}
Површина ваљка:
{\displaystyle P_{v}=2r\pi \cdot (r+h)=a\pi ({\frac {a}{2}}+a)={\frac {3}{2}}a^{2}\pi ={\frac {3}{2}}\pi P_{k}}